# Браун (округ, Індіана)
Шаблон:StateAbbr_ 39°12′ пн. ш. 86°14′ зх. д. / 39.2° пн. ш. 86.23° зх. д.
Округ Браун (англ. Brown County) — округ (графство) у штаті Індіана, США. Ідентифікатор округу 18013.

## Історія
Округ утворений 1836 року.

## Демографія
За даними перепису
2000 року
загальне населення округу становило 14957 осіб, усе сільське.
Серед мешканців округу чоловіків було 7511, а жінок — 7446. В окрузі було 5897 господарств, 4435 родин, які мешкали в 7163 будинках.
Середній розмір родини становив 2,89.
Віковий розподіл населення поданий у таблиці:
| Стать    | До 15 років | 15-21 | 22-29 | 30-39 | 40-49 | 50-65 | 65-85 | Понад 85 |
| -------- | ----------- | ----- | ----- | ----- | ----- | ----- | ----- | -------- |
| Чоловіки | 1464        | 683   | 576   | 1048  | 1280  | 1570  | 835   | 55       |
| Жінки    | 1347        | 578   | 545   | 1048  | 1327  | 1568  | 906   | 127      |

## Суміжні округи
- Джонсон — північний схід
- Бартолом'ю — схід
- Джексон — південь
- Монро — захід
- Морган — північний захід

## Виноски
1. ↑  U.S. Decennial Census. United States Census Bureau. Архів оригіналу за 26 квітня 2015. Процитовано 10 липня 2014.
2. ↑  Historical Census Browser. University of Virginia Library. Архів оригіналу за 11 серпня 2012. Процитовано 10 липня 2014.
3. ↑  Population of Counties by Decennial Census: 1900 to 1990. United States Census Bureau. Архів оригіналу за 4 жовтня 2014. Процитовано 10 липня 2014.
4. ↑  Census 2000 PHC-T-4. Ranking Tables for Counties: 1990 and 2000 (PDF). United States Census Bureau. Архів (PDF) оригіналу за 18 грудня 2014. Процитовано 10 липня 2014.
5. ↑  Brown County QuickFacts. Бюро перепису населення США. Архів оригіналу за 7 червня 2011. Процитовано 17 вересня 2011. [Архівовано 2011-06-07 у Wayback Machine.](англ.) Наведено за англійською вікіпедією.
6. ↑  American FactFinder. Бюро перепису населення США. Архів оригіналу за 26 лютого 2012. Процитовано 31 січня 2008. [Архівовано 2008-05-21 у Wayback Machine.]

| США | Це незавершена стаття з географії США. Ви можете допомогти проєкту, виправивши або дописавши її. |